# Хантли, Генри Вере
Сэр Генри Вере Хантли (англ. Sir Henry Vere Huntley; 1795 — 7 мая 1864) — британский колониальный чиновник, в разное время Губернатор Гамбии и Острова Принца Эдуарда. Офицер Королевского военно-морского флота Великобритании.

## Биография
Сын священнослужителя. В 1809 году поступил мичманом на службу в ВМФ Британии. Со временем стал капитаном HMS Lynx. Участвовал в сражениях со средиземноморскими пиратами и работорговцами. В октябре 1841 года получил титул рыцаря-бакалавра.
В 1839 году был назначен лейтенантом-губернатором поселений на реке Гамбия; и, находясь там, отразил нападение вождей местных племён. С апреля 1840 по май 1841 года служил колониальным губернатором Гамбии. Договорился о передаче части земель королевства Бонни в 1840 году, создав британскую колонию Бонни (на территории нынешнего штата Риверс Нигерии).
В 1841 году назначен губернатором Острова Принца Эдуарда. На этой должности находился до 1847 г.
Автор публикаций:
- Peregrine Scramble, Thirty Years' Adventures of a Blue Jacket
- Observations upon the Free Trade Policy of England in Connection with the Sugar Act of 1846
- Seven Years' Service on the Slave Coast of Western Africa
- California, Its Gold and Its Inhabitants.